# معلولا
مَعْلُولا (بالسُّريانية: ܡܥܠܘܠܐ) بلدة سورية تقع شمالَ شرق دمشق على بُعد 56 كم تقريبًا، وترتفع عن سطح البحر قرابة 1500 متر. اسمُها يعني «المَدخَل» في اللغة الآرامية التي ما زال سكَّان معلولا يتحدَّثون بها.
تشتهر بمعالمَ مسيحية مقدَّسة، ومعالمَ قديمةٍ مهمَّة يعود تاريخُها إلى القرن العاشر قبل الميلاد، صنَّفتها منظمة “اليونسكو” على أنها من أهمِّ الآثار المسيحية في العالم وأقدمها.
سكَّانها من المسيحيين والمسلمين ما زالوا يتكلَّمون باللغة الآرامية الغربية الحديثة؛ لغةِ المسيح حتى اليوم، إضافة إلى اللغة العربية، كما في قرية جبعدين وبخعة.

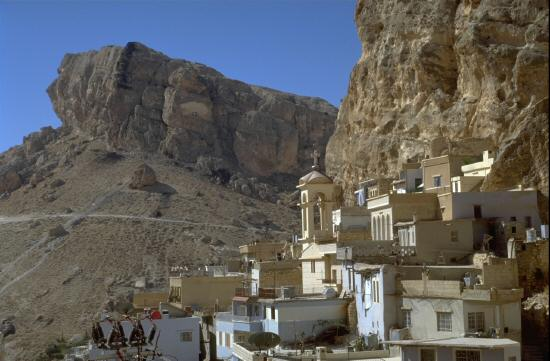
بلدة معلولا

## المناخ
مناخُ معلولا كمُناخ جميع المناطق المرتفعة في بلاد الشام، فالشتاء بارد جدًّا وغالبًا مُثلِج، والصيف معتدل.
| البيانات المناخية لـمعلولا        | البيانات المناخية لـمعلولا | البيانات المناخية لـمعلولا | البيانات المناخية لـمعلولا | البيانات المناخية لـمعلولا | البيانات المناخية لـمعلولا | البيانات المناخية لـمعلولا | البيانات المناخية لـمعلولا | البيانات المناخية لـمعلولا | البيانات المناخية لـمعلولا | البيانات المناخية لـمعلولا | البيانات المناخية لـمعلولا | البيانات المناخية لـمعلولا | البيانات المناخية لـمعلولا |
| الشهر                             | يناير                      | فبراير                     | مارس                       | أبريل                      | مايو                       | يونيو                      | يوليو                      | أغسطس                      | سبتمبر                     | أكتوبر                     | نوفمبر                     | ديسمبر                     | المعدل السنوي              |
| --------------------------------- | -------------------------- | -------------------------- | -------------------------- | -------------------------- | -------------------------- | -------------------------- | -------------------------- | -------------------------- | -------------------------- | -------------------------- | -------------------------- | -------------------------- | -------------------------- |
| متوسط درجة الحرارة الكبرى °م (°ف) | 4 (39)                     | 5 (41)                     | 7 (45)                     | 11 (52)                    | 16 (61)                    | 20 (68)                    | 24 (75)                    | 25 (77)                    | 18 (64)                    | 14 (57)                    | 10 (50)                    | 5 (41)                     | 13 (56)                    |
| متوسط درجة الحرارة الصغرى °م (°ف) | −2 (28)                    | −2 (28)                    | 2 (36)                     | 3 (37)                     | 5 (41)                     | 10 (50)                    | 12 (54)                    | 13 (55)                    | 7 (45)                     | 5 (41)                     | 2 (36)                     | 0 (32)                     | 5 (40)                     |
| متوسط الأيام المثلجة              | 9                          | 5                          | 3                          | 1                          | 0                          | 0                          | 0                          | 0                          | 0                          | 0                          | 3                          | 7                          | 28                         |
| المصدر: [بحاجة لمصدر]             |                            |                            |                            |                            |                            |                            |                            |                            |                            |                            |                            |                            |                            |

## احتفالات وأعياد دينية
تزدحم معلولا وأديرتها وكنائسها بآلاف الزائرين في عيد الصليب الذي يصادف الرابع عشر من سبتمبر (أيلول)، وعيد القدِّيسة تقلا في 24 من سبتمبر (أيلول)، وعيد القدِّيسَين سركيس وباخوس في السابع من أكتوبر (تشرين الأول)، حيث يتوافد الزوَّار إلى معلولا للمشاركة في الأعياد المقدَّسة ويتلاقى القادمون من دول أوروبا والعالم بالزوَّار من سوريا وأنحاء الشرق.

## معالم معلولا
تحتوي معلولا على معالمَ تاريخيةٍ متفرِّدة؛ أهمُّها: الأديرة والكنائس والممرَّات الصخرية، وعلى آثارٍ مسيحية قديمة وهامَّة في تاريخ المسيحية، منها: كنيسة بيزنطية قديمة، وأضرحة بيزنطية منحوتة في الصخر في قلب الجبل، فضلًا عن دَير مار تقلا البطريركي.
وتتميَّز بيوتُ بلدة معلولا بارتفاع بعضِها فوق بعضٍ طبقاتٍ؛ بحيث لا تعلو الطبقةُ الواحدة منها أكثرَ من ارتفاع بيت واحد، لتتحوَّل بذلك سُطوح المنازل إلى أروقةٍ ومعابرَ لما فوقها من بيوت، في طابع خاصٍّ متميز.
أما الأوابدُ والأحجار الضخمة والكهوف والمغارات المحفورة في الصخر التي سكنها الإنسانُ القديم فتحكي قصةَ تاريخ آلاف السنين منذ العهد الآرامي الذي كانت فيه معلولا تتبع مملكة حِمص إلى العهد الروماني الذي سُمِّيت فيه معلولا سليوكوبوليس، ثم العهد البيزنطي الذي برز فيه أثرُها الديني المهم عندما أصبحت بدءًا من القرن الرابع مركزًا لأسقُفِية استمرَّت حتى القرن السابع عشر.

### دَيْر القدِّيسَين سركيس وباخوس
بُني دَير مار سركيس وباخوس في القرن الرابع الميلادي، على أنقاض معبد وثني، وسُمِّي باسم القدِّيس سركيس أحد الفرسان السوريين الذين قُتلوا في عهد الملك مكسيمانوس عام 297 م، ولا يزال هذا الدَّير محتفظًا بطابعه التاريخي العريق.

### دَيْر مار تقلا

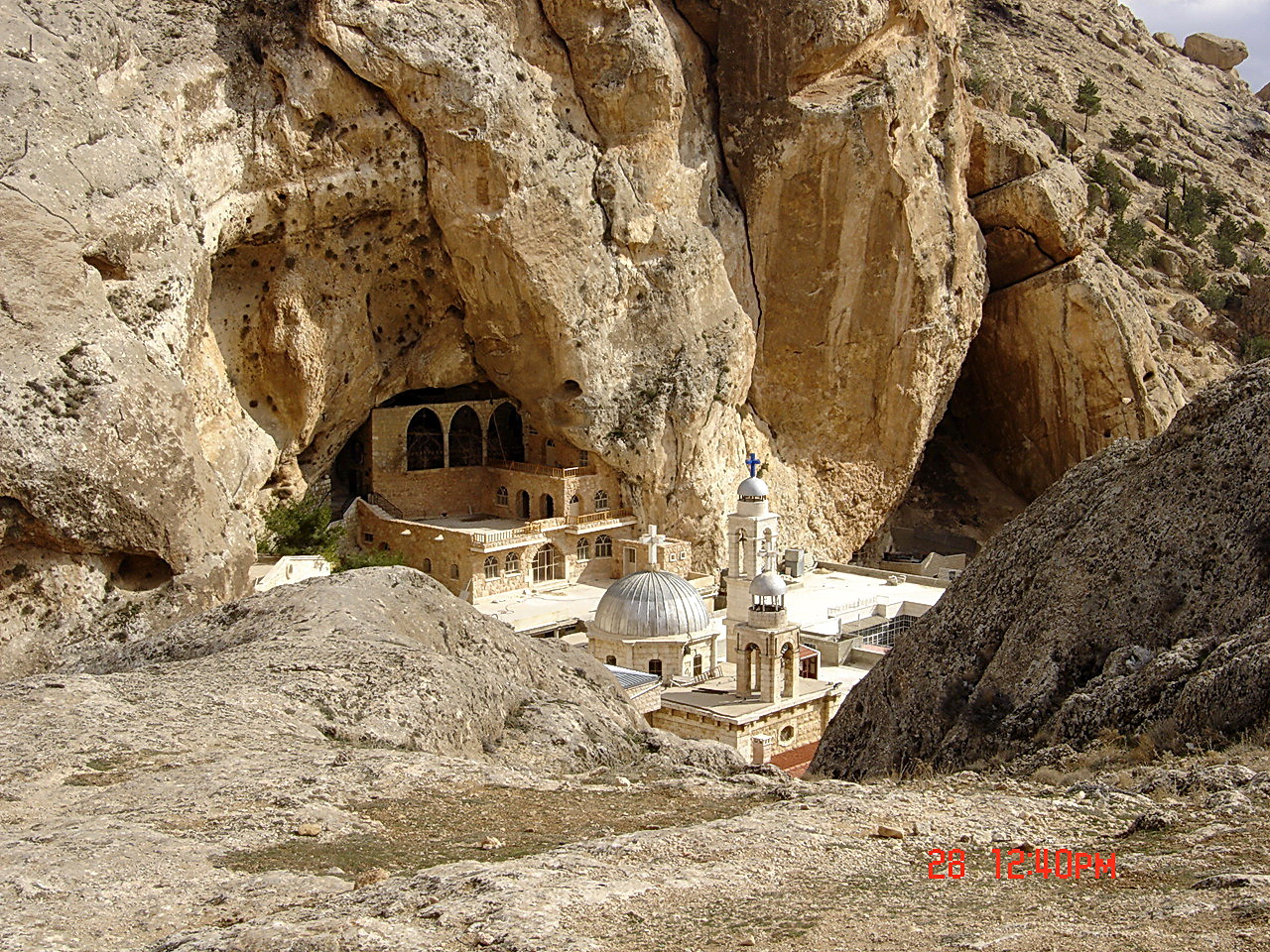
دير مار تقلا في معلولا

يضمُّ دير مار تقلا رُفات القدِّيسة تقلا ابنة أحد الأمراء السلوقيين وتلميذة القدِّيس بولس وماءً مقدَّسًا للتبرُّك، ويقع في مكان بارز من القرية ويطلُّ من جوف الكهف الصَّخري الذي عاشت فيه بعد هربها من أهل السُّوء، ولا يزال هذا الكهفُ ظاهرًا حتى اليوم وفي رحابه بُني دير مار تقلا الذي بقيَ رمزًا للقداسة وحياة القدِّيسين.
وتعيش اليومَ في دير مار تقلا رهبنةٌ نسائية ترعى شؤونه، وتعتني به وبزائريه الذين يأتون إليه من كل صَوْب، ومن جميع أنحاء العالم للتبرُّك والزيارة. وإذا أمعن الزائرُ النظر من سطح الدير إلى الصخور المحيطة شاهد القلالي (أي غُرَف الانفراد المحفورة في الصخر) التي كانت خَلَوات للمتوحِّدين الرُّهبان الذين ينصرفون إلى الصلاة والتأمُّل والتقشُّف والزهد؛ مما يدلُّ على أن معلولا كانت مدينةً رهبانية مقدَّسة ترتفع منها الصلواتُ والتضرُّعات ليلًا ونهارًا إلى الله.

## الممرُّ الصخري - الفَج
تمتاز معلولا بما يُسمَّى فَجَّ مار تقلا وهو شِقٌّ في الجبل يُحدث ممرًّا ضيقًا من طرف الجبل إلى طرفه المقابل، وفي هذا الشق ساقيةُ ماء تزيد وتَنقُص وَفقَ الفصول والمواسم، يتقاطر عليها الناسُ من كل مكان ليرشُفوا من مياهها تبرُّكًا وينالوا نعمةَ الشفاء من المرض والطهارة والنقاء.
يقسم الفجُّ القرية إلى شَطرَين، وبحسَب بعض الحكايات الشعبية القديمة: حين أراد المسيحُ حمايةَ القدِّيسة تقلا التي هربت من حُكم الموت الذي صدر عليها، كان هذا الفَجُّ العجيبةَ التي أبقَت الفتاة الهاربة (مار تقلا) في شطر والجنودَ الرومان في الشطر الآخر، ويتميَّز هذا الفَجُّ من بدايته حتى أعلى الجبل بالغُرَف والخَلَوات المحفورة بالصخر على مستويات مختلفة وهي من عجائب الطبيعة تراها هناك.

## أعلام من معلولا
- فؤاد الشايب، المفكر القومي والأديب الكاتب.

## معرض الصور

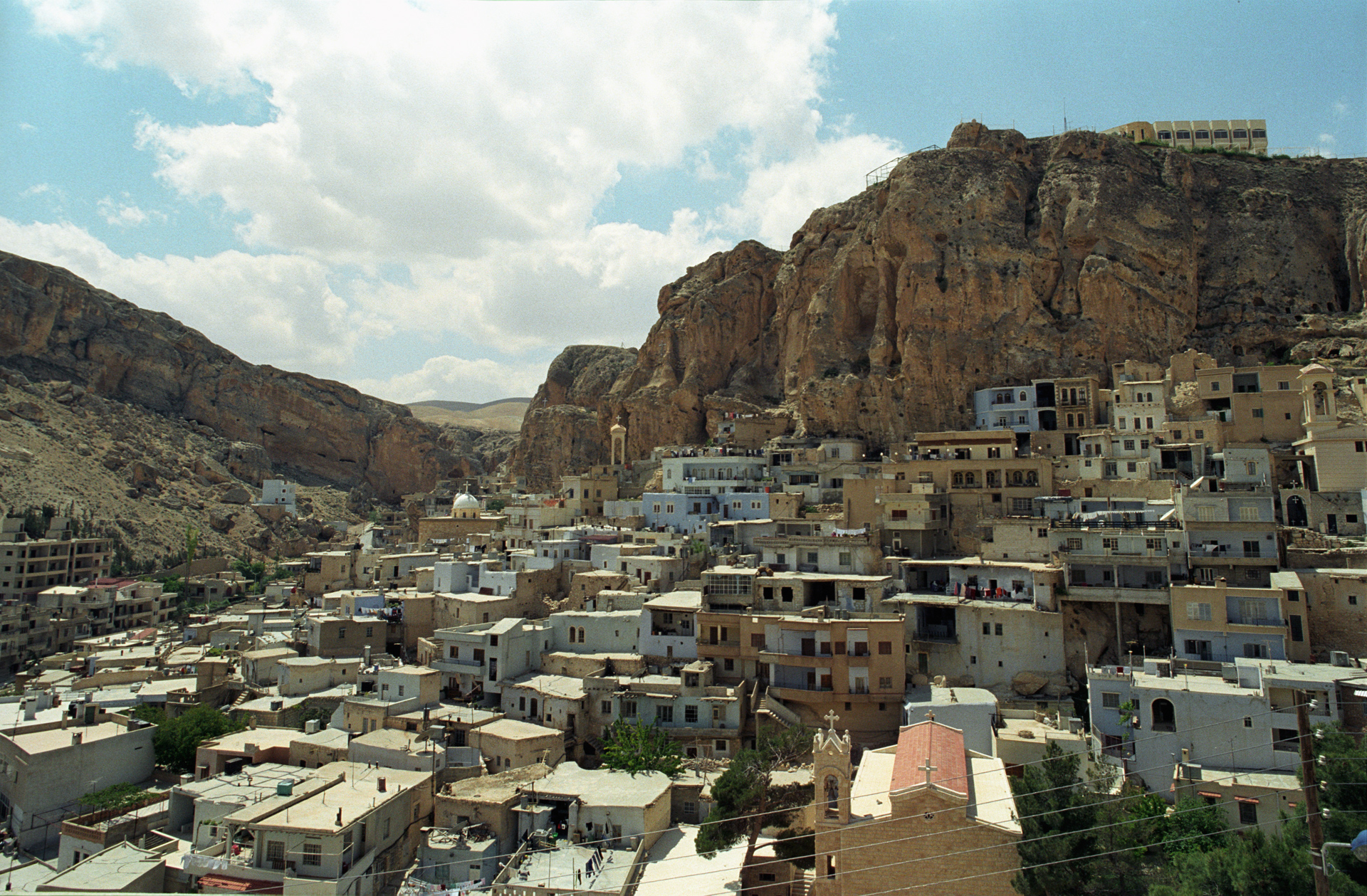
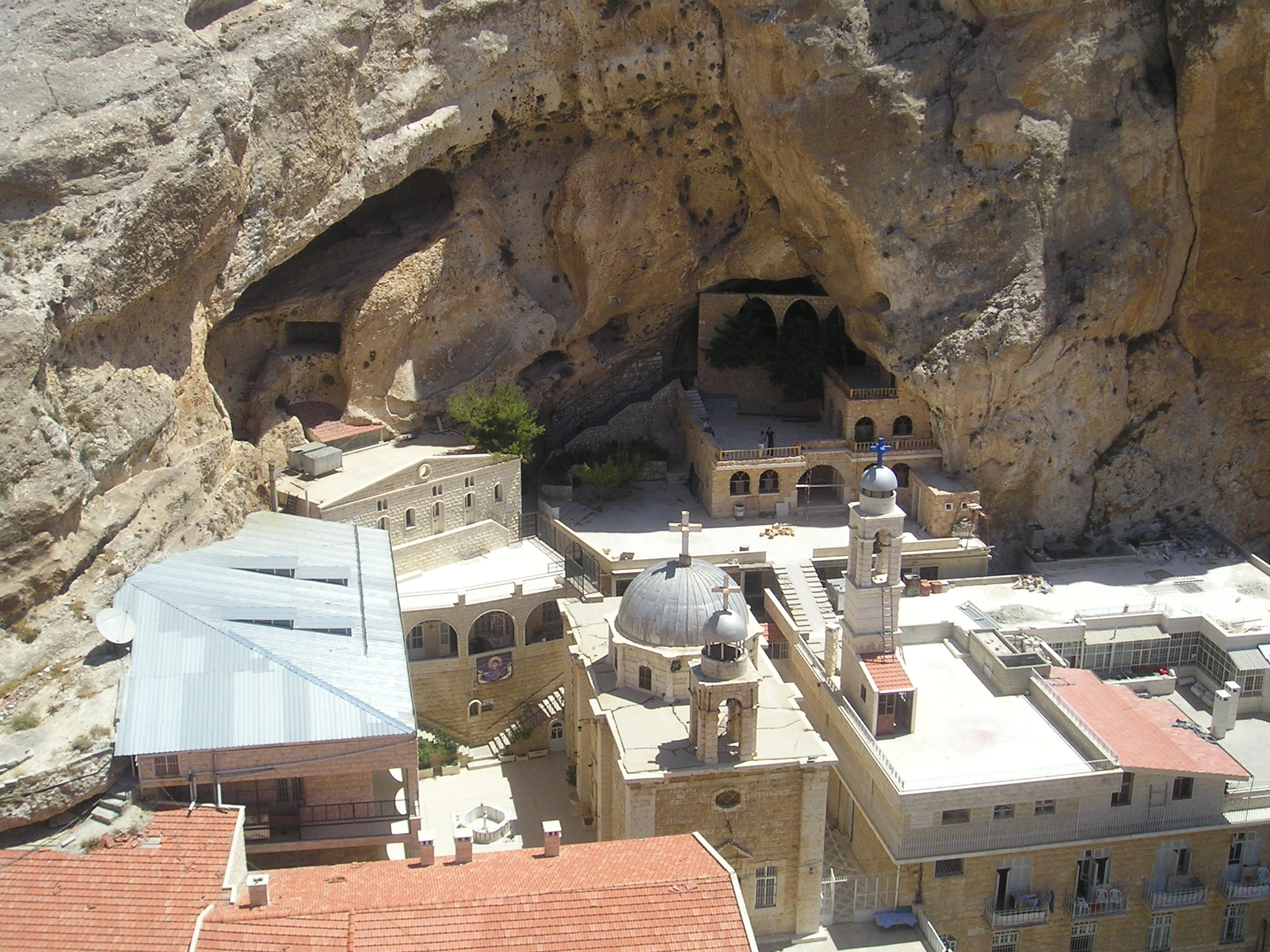
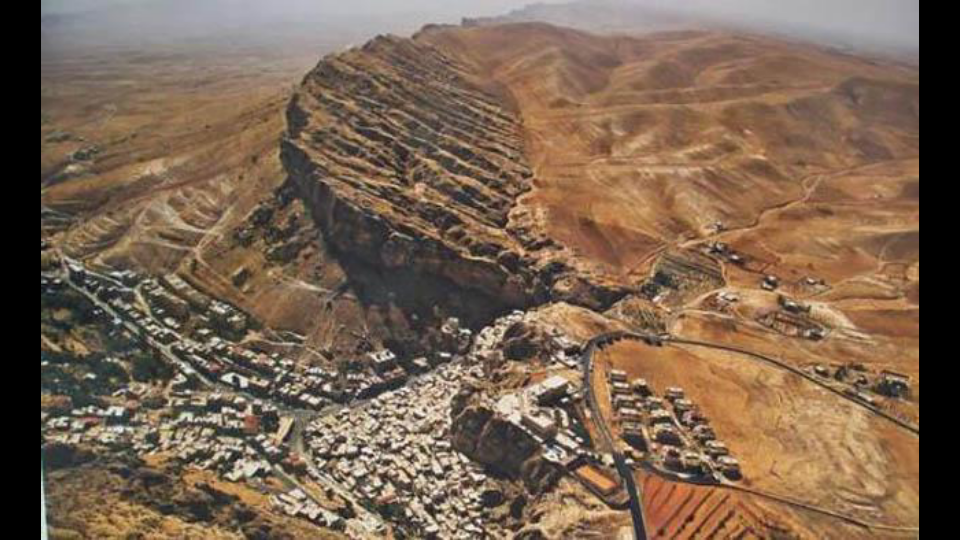